# Chassieu
Chassieu é uma comuna francesa na Metrópole de Lyon, na região administrativa de Auvérnia-Ródano-Alpes.